# (693) Zerbinetta
(693) Zerbinetta – planetoida z grupy pasa głównego asteroid okrążająca Słońce w ciągu 5 lat i 21 dni w średniej odległości 2,94 au. Została odkryta 21 września 1909 roku w Landessternwarte Heidelberg-Königstuhl w Heidelbergu przez Augusta Kopffa. Nazwa planetoidy pochodzi od bohaterki opery Ariadna na Naxos Richarda Straussa. Przed nadaniem nazwy planetoida nosiła oznaczenie tymczasowe (693) 1909 HN.